# نيك زانو
نيك زانو (بالإنجليزية: Nick Zano) هو عارض ومنتج تلفزيوني وممثل أمريكي، ولد في 8 مارس 1978 في الولايات المتحدة.

## أعمال

### أفلام
- (2002) أمسكني لو استطعت[4]
- (2008) بيفرلي هيلز تشيواوا[5][6]
- (2008) ديد أهاد
- (2009) الوجهة النهائية 4

### مسلسلات
- أساطير الغد
- أم
- الحياة السرية لمراهقة أمريكية
- فتاتان مفلستان

## وصلات خارجية
- نيك زانو على موقع IMDb (الإنجليزية)
- نيك زانو على موقع ميتاكريتيك (الإنجليزية)
- نيك زانو على موقع روتن توميتوز (الإنجليزية)
- نيك زانو على موقع قاعدة بيانات الأفلام العربية
- نيك زانو على موقع ألو سيني (الفرنسية)
- نيك زانو على موقع تيرنر كلاسيك موفيز (الإنجليزية)
- نيك زانو على موقع أول موفي (الإنجليزية)
- نيك زانو على موقع قاعدة بيانات الأفلام السويدية (السويدية)
- نيك زانو على موقع إن إن دي بي (الإنجليزية)
- نيك زانو على موقع قاعدة بيانات الفيلم (الإنجليزية)